# لوبياء رمادية
لوبياء رمادية (الاسم العلمي:Vigna canescens) هو نوع من النباتات يتبع جنس اللوبياء من الفصيلة البقولية.